# 해운대 대우마리나
해운대 대우마리나는 대한민국 부산광역시 해운대구 우동에 위치한 아파트 단지이다. 2017년부터 22개의 아파트 단지 재건축이 가능하다.